# NGC 89
NGC 89 es una galaxia espiral barrada localizada en la constelación de Fénix. Forma parte del Cuarteto de Robert, un grupo de cuatro galaxias que interactúan. Este miembro tiene un núcleo Seyfert 2 con características extraplanares que emiten radiación H-alfa (Hα). Hay características filamentarias en cada lado del disco, incluida una estructura similar a un chorro que se extiende aproximadamente 4 kpc en la dirección NE. Es posible que haya perdido su gas neutro de hidrógeno (H1) debido a las interacciones con los otros miembros de los grupos, muy probablemente NGC 92. Fue descubierta por John Herschel quien la describió como "muy débil, pequeña, redonda, gradualmente más brillante en el medio, tercera de 4 galaxias". Se encuentra a unos 155 millones de años luz y tiene alrededor de 55 mil años luz de diámetro.